# Борџије (ТВ серија)
Борџије (енгл. The Borgias) је историјска драмска телевизијска серија коју је креирао Нил Џордан. Серија је смештена у ренесансну Италију и прати породицу Борџија током њиховог скандалозног успона до папског престола. Немилосрдно сурови и пркосно декадентни, Борџије користе подмићивање, симонију, застрашивање и убиства у својој неуморној тежњи за богатством и моћи, чиме постају најозлоглашенија криминална породица у историји. Главне улоге у серији тумаче Џереми Ајронс као папа Александар VI, Франсоа Арно као Чезаре Борџија, Холидеј Грејнџер као Лукреција Борџија и Дејвид Оукс као Хуан Борџија. Колм Фиор тумачи улогу кардинала Дела Ровереа (који касније постаје папа Јулије II).
Прва сезона је премијерно емитована од 3. априла до 22. маја 2011. на каналу Showtime у Сједињеним Државама и на каналу Bravo! у Канади. Друга сезона је премијерно емитована од 8. априла до 17. јуна 2012. године. Дана 4. маја 2012. Showtime је наручио трећу сезону од 10 епизода, која је премијерно емитована од 14. априла до 16. јуна 2013. године.
Дана 5. јуна 2013. Showtime је отказао серију, чиме је она остала без четврте сезоне, за коју је Џордан планирао да буде и последња. Отказивање се наводно догодило због високих трошкова продукције, а планови за двочасовно финале серије такође су одбачени. Била је покренута и кампања обожавалаца у покушају да се убеди Showtime да оживи серију. Дана 12. августа 2013. објављено је да ће сценарио за двочасовно финале серије бити објављен као е-књига, након што је утврђено да би снимање филма било превише скупо.

## Радња
Серија прати успон породице Борџија до самог врха Католичке цркве и њихову борбу за одржавање моћи. Почетак прве сезоне приказује избор Родрига Борџије за папу кроз симонију и подмићивање, уз помоћ његових синова Чезара и Хуана. Након победе на изборима, Родриго Борџија постаје папа Александар VI, што њега и његову породицу увлачи у мрачну срж политике Европе 15. века: од нестабилних савеза унутар Кардиналског збора, преко амбиција европских краљева, до отровних ривалстава међу племићким породицама Италије тог времена.
У међувремену, бесан због пораза на изборима од једног Борџије, кардинал Ђулијано дела Ровере путује широм Италије и Француске тражећи савезнике како би збацио или убио Александра: то би приморало на нову папску конклаву и трку за позицију папе, за коју је Дела Ровере уверен да би победио без Борџије као противника.
Серија такође прати сложене односе међу папином децом: Чезареом, Хуаном и Лукрецијом. Између Чезареа и Хуана постоји дубоко ривалство, са љубомором и огорчењем на Чезареовој страни, док Хуана карактеришу инфериорност и агресија. Хуанов пад у зависност, болест, злобу и лудило током друге сезоне доводи до шокантног сукоба између њега и Чезареа, који заувек мења породицу. Између Чезареа и Лукреције постоји трајна блискост која у трећој сезони прераста у инцест. Њихов најмлађи брат Ђофре игра мању улогу у првој сезони, уопште се не појављује у другој и није значајан за причу све до треће и последње сезоне.
Серија такође обрађује Лукрецијин први и други брак, њено ванбрачно дете, аферу између Александра VI и Ђулије Фарнезе, успон Ђиролама Савонароле у Фиренци, његову ломачу сујете и на крају спаљивање због јереси.
Отказивање серије спречило је приказивање смрти папе Александра VI, наслеђивање папе Јулија II и пад Чезареа Борџије.

## Улоге
| Глумац           | Улога                                |
| ---------------- | ------------------------------------ |
| Џереми Ајронс    | Родриго Борџија / папа Александар VI |
| Франсоа Арно     | Чезаре Борџија                       |
| Холидеј Грејнџер | Лукреција Борџија                    |
| Џоана Воли       | Ваноца Катанео                       |
| Лоте Вербек      | Ђулија Фарнезе                       |
| Дејвид Оукс      | Хуан Борџија                         |
| Шон Харис        | Микелето Кореља                      |
| Ејдан Александер | Ђофре Борџија                        |
| Колм Фиор        | Ђулијано дела Ровере                 |
| Џина Маки        | Катерина Сфорца                      |
| Ронан Вајберт    | Ђовани Сфорца                        |
| Стивен Беркоф    | Ђироламо Савонарола                  |
| Сајмон Макберни  | Јохан Буркард                        |
| Питер Саливан    | Асканио Сфорца                       |
| Џулијан Блич     | Николо Макијавели                    |
| Туре Линдхарт    | Руфио                                |

## Епизоде
| Сезона | Сезона | Епизоде | Епизоде | Оригинално емитовање | Оригинално емитовање |
| Сезона | Сезона | Епизоде | Епизоде | Премијера            | Финале               |
| ------ | ------ | ------- | ------- | -------------------- | -------------------- |
|        | 1.     | 9       | 9       | 3. април 2011.       | 22. мај 2011.        |
|        | 2.     | 10      | 10      | 8. април 2012.       | 17. јун 2012.        |
|        | 3.     | 10      | 10      | 14. април 2013.      | 16. јун 2013.        |